# Drymophila genei
El tiluchí colirrufo (Drymophila genei), o tiluchí de cola rufa, es una especie de ave paseriforme de la familia Thamnophilidae perteneciente al género Drymophila. Es endémica de las selvas del sureste de Brasil. Se está haciendo rara debido a la pérdida de hábitat.

## Distribución y hábitat
Se distribuye por la mata atlántica del sureste de Brasil en el sureste de Minas Gerais, sur de Espírito Santo, noreste de São Paulo y Río de Janeiro.
Esta especie es bastante común en el sotobosque dominado por bambuzales en bosques montanos húmedos, principalmente entre los 1200 y los 2000 m de altitud. Puede ser simpátrico con los tiluchíes colorado (Drymophila rubricollis), culipardo (D. ochropyga) y herrumbroso (D. ferruginea).

## Sistemática

### Descripción original
La especie D. genei fue descrita por primera vez por el zoólogo italiano Filippo de Filippi en 1847 bajo el nombre científico Formicivora genei; localidad tipo «Brasil».

### Etimología
El nombre genérico femenino «Drymophila» proviene del griego «drumos»: bosque, bosquecillo, soto y «philos»: amante; significando «amante del sotobosque»; y el nombre de la especie «genei», conmemora al naturalista italiano Carlo Giuseppe Genè (1800-1847).

### Taxonomía
Es pariente próxima a Drymophila ochropyga, las dos son consideradas especies hermanas. Es monotípica.